# Extreme Rules (2022)
Extreme Rules (2022) – gala wrestlingu wyprodukowana przez federację WWE dla zawodników z brandów Raw i SmackDown. Odbyła się 8 października 2022 w Wells Fargo Center w Filadelfii w stanie Pensylwania. Emisja była przeprowadzana na żywo za pośrednictwem serwisu strumieniowego Peacock w Stanach Zjednoczonych i WWE Network na całym świecie oraz w systemie pay-per-view. Była to czternasta gala w chronologii cyklu Extreme Rules.
Na gali odbyło się sześć walk i wszystkie te walki miały ze sobą hardcorową stypulację. W walce wieczoru, Matt Riddle pokonał Setha "Freakin" Rollinsa poprzez submission w Fight Pit matchu, w którym sędzią specjalnym był Daniel Cormier. W innych ważnych walkach, Finn Bálor pokonał Edge’a w „I Quit” matchu, Ronda Rousey pokonała Liv Morgan poprzez techniczne poddanie w Extreme Rules matchu zdobywając po raz drugi SmackDown Women’s Championship oraz The Brawling Brutes (Sheamus, Ridge Holland i Butch) pokonali Imperium (Gunthera, Ludwiga Kaisera i Giovanniego Vinciego) w Six-man Tag Team Good Old Fashioned Donnybrook matchu. Na gali zobaczyliśmy także powrót Braya Wyatta, który został zwolniony ze swojego kontraktu WWE w lipcu 2021.

## Produkcja i rywalizacje
Extreme Rules oferowało walki profesjonalnego wrestlingu z udziałem wrestlerów należących do brandów Raw i SmackDown. Wyreżyserowane rywalizacje (storyline’y) były kreowane podczas cotygodniowych gal Raw i SmackDown. Wrestlerzy są przedstawieni jako heele (negatywni, źli zawodnicy i najczęściej wrogowie publiki) i face’owie (pozytywni, dobrzy i najczęściej ulubieńcy publiki), którzy rywalizują pomiędzy sobą w seriach walk mających budować napięcie. Kulminacją rywalizacji jest walka wrestlerska lub ich seria.

### Liv Morgan vs. Ronda Rousey
30 lipca na gali SummerSlam, Liv Morgan pokonała Rondę Rousey, aby zachować SmackDown Women’s Championship w kontrowersyjny sposób; Rousey założyła na Morgan dźwignię Armmbar, ale ramiona Rousey znalazły się na macie, więc sędzia liczył przypięcie, ale nie widział poddania Morgan, po walce, zirytowana Rousey zaatakowała Morgan i sędziego, przechodząc heel turn. Z tego powodu, Rousey została przez WWE zawieszona (kayfabe). Po tym jak jej zawieszenie zostało zniesione, 9 września na odcinku SmackDown, Rousey wygrała Fatal 5-Way Elimination match pokonując Lacey Evans, Natalyę, Sonyę Deville oraz Xię Li, zdobywając rewanż przeciwko Morgan o SmackDown Women’s Championship na gali Extreme Rules. W następnym tygodniu, gdy Morgan i Rousey rozmawiały ze sobą twarzą w twarz, Morgan wyzwała Rousey do walki w stypulacji Extreme Rules match, a Rousey zaakceptowała i Extreme Rules match stało się stypulacją walki.

### Matt Riddle vs. Seth "Freakin" Rollins
Na Clash at the Castle, Seth "Freakin" Rollins pokonał Matta Riddle’a. Podczas walki Rollinsa o United States Championship 19 września na odcinku Raw, Riddle odwrócił uwagę Rollinsa, kosztując tym samym Rollinsowi walkę o tytuł. Później na tym samym odcinku, Riddle wyzwał Rollinsa na walkę na gali Extreme Rules w stypulacji Fight Pit match, co Rollins zaakceptował. 1 października, została podana informacja o tym, że sędzią specjalnym walki będzie UFC Hall of Famer Daniel Cormier.

### Drew McIntyre vs. Karrion Kross
Na początku sierpnia, Karrion Kross i jego żona Scarlett powrócili do WWE, Kross od początku celował w Drew McIntyre’a. Przez następne kilka tygodni, Kross kontynuował ataki na McIntyrerze i zawsze uciekał zanim McIntyre mógł się zemścić. 23 września na odcinku SmackDown, McIntyre ogłosił, że WWE officials dali mu walkę z Krossem na gali Extreme Rules i że walka odbędzie się w stypulacji strap match, przez co Kross nie będzie już mógł uciec od McIntyre’a.

### Bianca Belair vs. Bayley
Po tym, jak Bianca Belair zachowała Raw Women’s Championship na SummerSlam, skonfrontowała się z powracającą Bayley, której towarzyszyły Dakota Kai i Iyo Sky. Trio nazywało się Damage Control. Na gali Clash at the Castle, Damage Control pokonały Belair, Alexę Bliss i Asukę w Six-woman Tag Team matchu, w którym Bayley przypięła Belair. 19 września na odcinku Raw, po tym jak ta szóstka znowu miała brawl, z którego górą wyszły heelowe zawodniczki, Bayley ogłosiła, że chce zdobyć Raw Women’s Championship na gali Extreme Rules. W następnym tygodniu, Bayley wyzwała Belair na walkę jeden na jednego o tytuł w stypulacji Ladder match, która została następnie ogłoszona na galę Extreme Rules.

### Edge vs. Finn Bálor
Po WrestleManii 38 w kwietniu, Edge wraz z Damian Priestem i Rheą Ripley utworzył grupę nazwaną The Judgment Day. Po pokonaniu przez The Judgment Day, Finn Bálor także dołączył do grupy, która obróciła się przeciwko Edge’owi, a Bálor stał się nowym liderem grupy. Na gali Clash at the Castle, Edge i Rey Mysterio (w towarzystwie Dominika Mysterio) pokonali członków stajni The Judgment Day (Bálora i Priesta) (w towarzystwie Ripley). Po walce, Dominik stał się antagonistą i zaatakował zarówno Edge’a, jak i jego ojca Reya, dołączając tym samym do The Judgment Day. W następnym odcinku Raw, Edge wyszedł i stwierdził, że zna Dominika Mysterio od dawna i opowiedział swoją historię z rodziną Mysterio. Rey, ojciec Dominika, wyszedł i chciał wyjaśnić jego postępowanie. Dominik następnie wyszedł, razem z The Judgement Day i zignorował swojego ojca. Po tym, jak Rey smutny wszedł za kulisy, Edge obiecał uzyskać odpowiedź od Dominika, jednak Judgement Day zaciekle zaatakowało Edge’a. W następnym odcinku czerwonej tygodniówki, Edge i Dominik zmierzyli się sobą w walce wieczoru odcinka, gdzie Edge wygrał przez dyskwalifikację po tym jak Bálor zaatakował go, po tym jak Edge radził sobie lepiej w brawlu z Bálorem, Ripley uderzyła go stalowym krzesłem, po tym dała krzesło Dominikowi aby zrobił to samo, co spowodowało kontuzję Edge’a. Na odcinku z 26 września, po tym jak Matt Riddle pokonał Priesta i The Judgement Day zaatakowało Riddle’a, Edge powrócił po kontuzji i wykonał Clothesline na Bálorze oraz Spear na Priestcie, następnie wziął mikrofon i wyzwał Bálora na walkę na gali Extreme Rules w stypulacji „I Quit” match, która następnie została ogłoszona.

### The Brawling Brutes vs. Imperium
Na gali Clash at the Castle, Intercontinental Champion Gunther (w towarzystwie zreformowanego Imperium (Giovanni Vinci i Ludwig Kaiser)) obronił swoje mistrzostwo w walce z Sheamusem (w towarzystwie The Brawling Brutes (Butch i Ridge Holland)). W następnym odcinku SmackDown, Imperium (Gunther, Ludwig Kaiser i Giovanni Vinci) pokonali The Brawling Brutes (Sheamusa, Butcha i Ridge’a Hollanda) w Six-man Tag Team matchu. Na odcinku z 16 września, odbył się Fatal 4-Way Tag Team match o miano pretendenckie do niekwestionowanego mistrzostwa WWE Tag Team, w którym oprócz Imperium reprezentowanego przez Kaisera i Vinciego i The Brawling Brutes reprezentowanego przez Butcha i Hollanda brali udział również Hit Row (Ashante "Thee" Adonis i Top Dolla w towarzystwie B-Fab) oraz The New Day (Kofi Kingston i Xavier Woods). Wygrali oni The Brawling Brutes po tym, jak Imperium wykonali Imperium Bomb na Kingstonie, a Holland zmienił się z Kaiserem i wyrzucił go z ringu, a następnie przypiął Kingstona. W następnym odcinku niebieskiej tygodniówki, odbyła się walka The Usos (Jey Uso i Jimmy Uso) z The Brawling Brutes, którą wygrali Usos po tym, jak interweniowali w nią Imperium. 29 września ogłoszono, że ta szóstka zmierzy się ze sobą ponownie w Six-man Tag Team matchu tylko z dodatkową stypulacją jaką jest Good Old Fashioned Donnybrook match.

### White Rabbit
We wrześniu, WWE zaczęło grać wersję a cappella utworu „White Rabbit” Jefferson Airplane na live eventach i podczas przerw reklamowych w programach telewizyjnych, jednocześnie ukrywając kody QR w różnych miejscach w odcinkach Raw i SmackDown. Każdy kod prowadził do specjalnych stron internetowych zawierających obrazy, mini gry i zagadki, które pozornie były powiązane z Extreme Rules.

## Gala
| Rola:                           | Osoba:                     |
| ------------------------------- | -------------------------- |
| Komentatorzy angielskojęzyczni  | Michael Cole               |
| Komentatorzy angielskojęzyczni  | Corey Graves               |
| Komentatorzy hiszpańskojęzyczni | Marcelo Rodriguez          |
| Komentatorzy hiszpańskojęzyczni | Jerry Soto                 |
| Spikerzy                        | Mike Rome (Raw)            |
| Spikerzy                        | Samantha Irvin (SmackDown) |
| Sędziowie                       | Danilo Anfibio             |
| Sędziowie                       | Jason Ayers                |
| Sędziowie                       | Jessika Carr               |
| Sędziowie                       | Daniel Cormier             |
| Sędziowie                       | Dan Engler                 |
| Sędziowie                       | Chad Patton                |
| Ankieter                        | Megan Morant               |
| Panel Pre-show                  | Kevin Patrick              |
| Panel Pre-show                  | Booker T                   |
| Panel Pre-show                  | Jerry Lawler               |
| Panel Pre-show                  | Peter Rosenberg            |

Nie odbyły się jednak żadne walki podczas pre-show Extreme Rules Kickoff, jednak WWE Hall of Famer Jerry Lawler wraz z Cheerleaderkami Philadelphia Eagles i maskotką Philadelphia 76ers, Franklin the Dog, ujawnił logo WrestleMania XL, zaplanowanej w Filadelfii w pobliskim Lincoln Financial Field w kwietniu 2024 roku.

### Główne show
Pay-per-view rozpoczęło się, gdy The Brawling Brutes (Sheamus, Ridge Holland i Butch) zmierzyli się z Imperium (Gunther, Ludwig Kaiser i Giovanni Vinci) w Six-man Tag Team Good Old Fashioned Donnybrook matchu. Podczas walki, Imperium zdominowało The Brawling Brutes. Imperium później wyizolowało Butcha, wyrzucając Sheamusa i Hollanda z ringu, jednak Sheamus później opamiętał się, zabrał Vinciego i Kaisera z ringu, a następnie przystąpił do bójki z Guntherem na ringu. Holland i Butch później doszli do siebie i dołączyli do Sheamusa do brutalnego ataku na Gunthera. Sheamus wykonał Brogue Kick na Guntherze przypinając go, jednak Vinci przerwał przypięcie. Gdy Sheamus następnie nałożył Cloverleaf na Gunthera, Kaiser zaatakował Sheamusa Shillelaghem. Butch wykonał reversed springboard ze szczytu beczki na Kaiserze, Vinciego i Hollanda. Gunther zaatakował Sheamusa shillelaghem, co zakończyło się nearfallem. W końcowych momentach, Holland i Butch zaatakowali Kaisera i Vinciego shillelaghami, podczas gdy Sheamus wykonał Celtic Cross na Guntherze na stół komentatorski. Butch i Holland następnie utrzymali Vinci w miejscu, pozwalając Sheamusowi wykonać Brogue Kick na Vincim, aby wygrać walkę.
Za kulisami, podczas gdy The Miz był przesłuchiwany w sprawie ataków i inwazji na dom przez Dextera Lumisa (który śledził Miza od tygodni), był rozproszony przez Gritty, maskotkę Philadelphia Flyers z National Hockey League (Centrum Wells Fargo jest ich Dom). Gritty następnie wręczył Miz koszulkę Extreme Rules, jednak Miz upuścił koszulkę i nadepnął na koszulę przed odejściem.
Następnie, Liv Morgan broniła mistrzostwo kobiet SmackDown przeciwko Rondzie Rousey w Extreme Rules matchu. Rousey uniemożliwiła Morgan dotarcie do kija baseballowego, który znajdował się w pobliżu ringu. Morgan następnie odzyskała kij i próbował nim uderzyć Rousey, jednak Rousey odepchnęła Morgan. Rousey później wzięła kij i próbowała uderzyć Morgan, jednak Morgan rozpyliła gaśnicę na Rousey. Gdy Rousey doszła do siebie, zdominowała Morgan. Następnie Morgan wzięła kij, aby w końcu użyć go na Rousey tylko po to, aby Rousey uderzyła Morgan czarnym pasem. Morgan zaatakowała Rousey krzesłem i wykonała Code Red na Rousey, używając krzesła dla nearfallu. Morgan wykonała Senton na Rousey przez stół do kolejnego nearfallu. Gdy Morgan próbowała ponownie przypiąć, Rousey skontrowała i założyła dźwignię na ramię Morgan, która zemdlała, aby zdobyć tytuł po raz drugi.
Po tym, Drew McIntyre zmierzył się z Karrionem Krossem (w towarzystwie Scarlett) w Strap matchu. Sędzia zapiął pasek wokół nadgarstka McIntyre’a, jednak Kross odmówił i przy pomocy Scarlett zaatakował McIntyre’a przed oficjalnym rozpoczęciem walki. Obaj walczyli w trybunach, zanim wrócili na ring. Po powrocie na ring, McIntyre zapiął pasek wokół nadgarstka Krossa, tym samym oficjalnie rozpoczęła się walka. McIntyre zaciekle zaatakował i szydził z Krossa, jednak Scarlett rozproszyła McIntyre’a. Kross wykorzystał to i zaatakował McIntyre’a. W końcówce, gdy McIntyre próbował wykonać Claymore Kick na Krossie, Scarlett stanęła przed McIntyre’em i obezwładniła McIntyre’a gazem pieprzowym. Kross następnie wykonał Kross Hammer na oślepionym McIntyrze, aby wygrać walkę.
W innym segmencie za kulisami, gdy The Miz rozmawiał przez telefon, Gritty pojawił się i ponownie szydził z Miza, który ponownie odszedł.
W czwartej walce, Bianca Belair broniła mistrzostwo kobiet Raw przeciwko Bayley w Ladder matchu. W połowie walki, Belair wykonała Kiss of Death (KoD) na Bayley. Gdy Belair wspinała się po drabinie, Dakota Kai i Iyo Sky, koleżanki ze stajni Bayley Damage Control, wybiegły i zaatakowały Belair. Belair odepchnęła obie i wykonała podwójne KoD na Sky i Kai. Następnie zaatakowała Bayley jej kucykiem, a następnie wykonała KoD na Bayley na drabinę, Belair następnie wspięła się po drabinie, aby odczepić pas mistrzowski i zachować tytuł.
W przedostatniej walce, Edge zmierzył się z Finnem Bálorem w „I Quit” matchu. W połowie walki, Edge i Bálor walczyli na trybunach, gdzie Edge zaatakował Bálora kijem hokejowym, a następnie założył Crossface na Bálorze na szczycie stołu kickoff. Bálor odmówił rezygnacji. Obaj walczyli ze sobą aż do powrotu do ringu, gdzie Bálor zaatakował żebra Edge’a krzesłem. Bálor wielokrotnie atakował Edge’a krzesłem, który odmówił rezygnacji. Gdy Bálor próbował rzucić Edge’a na krzesło zaklinowane w narożniku, Edge kontratakował i zamiast tego rzucił Bálora w krzesło. Edge wielokrotnie atakował Bálora krzesłem i nakładał dźwignię Edgecator na Bálorze, jednak Damian Priest przybiegł do obrony. Do walki dołączył również Dominik Mysterio, a Edge wykonał Speara na Bálorze, który spadł na Dominika i Priesta. Gdy Edge przygotowywał się do wykonania kolejnego Speara na Bálorze, pojawiła się Rhea Ripley i przykuła go kajdankami do górnej liny ringu. Z Ripleyem drwiącym z Edge’a kluczem, The Judgement Day (Bálor, Priest i Dominik) atakowali bezbronnego Edge’a. Bálor następnie zaatakował Edge’a kijem do kendo, jednak Rey Mysterio wyszedł z krzesłem, aby uratować tylko swojego syna Dominika, który go zaatakował. Żona Edge’a, Beth Phoenix, pojawiła się, aby pomóc Edge’owi i zaatakowała Priesta i Bálora kijem do kendo. Pomiędzy Phoenix i Ripleyem doszło do konfrontacji, co doprowadziło do bójki pomiędzy nimi, a Phoenix wykonała speara na Ripley. Phoenix odzyskała klucz i uwolniła Edge’a, który następnie wykonał Spear na Priestcie i low blow na Dominiku. Edge wykonał trzy Speary na Bálorze, jednocześnie sygnalizując Phoenix, by poddała mu krzesło, jednak Ripley uderzyła Phoenix kastetem. Bálor następnie wykonał trzy Coup de Grâce na Edge’u, który odmówił rezygnacji. Ripley następnie umieściła Phoenix na Con-chair-to, a Edge niechętnie powiedział „I Quit”, aby uratować Phoenix, w ten sposób Bálor wygrał walkę. Po walce, pomimo wygranej Bálora, Ripley nadal wykonała Con-chair-to na Phoenix. Sędziowie, personel za kulisami WWE i Rey, który później doszedł do siebie, zajmowali się Edgem i Phoenix.
W ostatnim segmencie za kulisami, Miz próbował wejść do biura Triple H’a, jednak Gritty pojawił się ponownie i szydził z Miza. Miz rzucił się i zaatakował Gritty’ego, jednak Dexter Lumis pojawił się za Mizem i udusił Miza. Lumis następnie pomógł Gritty’emu wstać, który kopnął Miza, zanim odszedł z Lumisem.

### Walka wieczoru
W walce wieczoru, Matt Riddle walczył z Sethem "Freakin" Rollinsem w Fight Pit matchu z Danielem Cormierem jako sędzią specjalnym. Walka rozpoczęła się od starcia Riddle’a z Rollinsem i walnięcia nim o ściany klatki. Gdy Cormier próbował przywrócić porządek, Riddle przypadkowo uderzył Cormiera, który ostrzegł go, by nie walczył z nim. Rollins wykorzystał rozproszenie uwagi i zaatakował Riddle’a zaciekłymi uderzeniami kolanami. Riddle założył Triangle submission Rollinsowi, który uderzył w oko Riddle’owi. Następnie, Rollins rzucił twarzą Riddle’a najpierw w stalową ścianę klatki. Gdy Cormier sprawdzał Riddle’a, Rollins odepchnął Cormiera, który następnie ostrzegł Rollinsa, by go nie dotykał. Obaj w końcu wspięli się na podwyższoną platformę wokół górnej części klatki, gdzie Riddle wykonał RKO na Rollinsie, który stoczył się z platformy i upadł na ring. Następnie Riddle wykonał Broton splash z podwyższonej platformy na Rollinsie, który leżał na ringu. W końcówce Riddle założył Triangle submission Rollinsowi, który próbował przerwać poddanie, podnosząc Riddle’a do góry i uderzając nim o ściany klatki i o matę, ale Riddle nie puścił dźwigni, powodując, że Rollins klepnął. w ten sposób Riddle wygrał walkę.
Gdy Riddle świętował na stage’u z Cormierem, światła na arenie zgasły, sygnalizując, że tajemnica „White Rabbit” miała zostać ujawniona. Głos Braya Wyatta był następnie słyszany śpiewając werset „Ma cały świat w swoich rękach”, gdy prawdziwe wersje postaci Firefly Fun House były pokazywane na trybunach na całej arenie, w tym Huskus the Pig Boy, Mercy the Buzzard, Ramblin’ Rabbit, Abby the Witch, spalona maska Fienda, która znajdowała się na szczycie stołu komentatorskiego i sam Fiend. Na stage’u, pokazano drzwi i odtworzono zniekształcony film na TitanTron, przedstawiający zniszczony zestaw Firefly Fun House wraz ze zniekształconą wersją piosenki przewodniej Firefly Fun House grającą w tle. Telewizor wewnątrz Fun House włączył się i pojawiła się zamaskowana postać wraz ze zniekształconymi obrazami, pytając dwukrotnie "kto zabił świat?" i odpowiadając „zrobiłeś”, a następnie zmieniając odpowiedź na „zrobiliśmy”. Po powrocie na arenę, drzwi otworzyły się, ukazując jasnoniebieskie, oświetlające światło. Następnie zamaskowana postać wyszła, niosąc charakterystyczną latarnię Wyatta i zdemaskowana, by ujawnić się jako Wyatt i oznajmił „jestem tutaj”, po czym zdmuchnął latarnię i zakończył galę zdjęciem nowego logo Wyatta; odwrócony świetlik. To był pierwszy występ Wyatta od czasu jego zwolnienia z kontraktu WWE w lipcu 2021 roku.

## Wyniki walk
| Nr                                 | Wyniki | Stypulacje                                               | Czas  |
| ---------------------------------- | --- | -------------------------------------------------------- | ----- |
| 1                                  | The Brawling Brutes (Sheamus, Ridge Holland i Butch) pokonali Imperium (Gunthera, Ludwiga Kaisera i Giovanniego Vinciego) poprzez pinfall | Six-man Tag Team Good Old Fashioned Donnybrook match     | 17:50 |
| 2                                  | Ronda Rousey pokonała Liv Morgan (c) poprzez techniczne poddanie                                                                          | Extreme Rules match o WWE SmackDown Women’s Championship | 12:05 |
| 3                                  | Karrion Kross (ze Scarlett) pokonał Drew McIntyre’a poprzez pinfall                                                                       | Strap match                                              | 10:20 |
| 4                                  | Bianca Belair (c) pokonała Bayley | Ladder match o WWE Raw Women’s Championship              | 16:40 |
| 5                                  | Finn Bálor pokonał Edge’a | „I Quit” match                                           | 29:55 |
| 6                                  | Matt Riddle pokonał Setha "Freakin" Rollinsa poprzez submission                                                                           | Fight Pit match ze sędzią specjalnym Danielem Cormierem  | 16:35 |
| (c) – mistrz/mistrzyni przed walką | |                                                          |       |

## Wydarzenia po gali

### Raw
W następnym odcinku Raw, Damage CTRL (Bayley, Dakota Kai i Iyo Sky) obiecało, że gdy Bayley dostanie rewanż, pokona Biancę Belair i wygra mistrzostwo kobiet Raw. Później, gdy Bayley przegrała z Candice LeRae, Kai i Sky wybiegły i zaatakowały LeRae. Belair wyszła na ratunek, ale Damage CTRL przewyższało ją liczebnie. Tydzień później Bayley pokonała Belair w Championship Contender’s matchu, zdobywając walkę o tytuł w najbliższej przyszłości, a po walce powróciła Nikki Cross (wcześniej znana jako Nikki A.S.H.) do swojego starego gimmicku. W trakcie odcinka SmackDown z 28 października ogłoszono, że walka Bianci Belair i Bayley o tytuł odbędzie się na nadchodzącym PPV w stypulacji Last Woman Standing match. Po kilku tygodniach nieobecności z powodu ataku Damage CTRL, Alexa Bliss i Asuka powróciły 31 października na odcinku Raw. Tej nocy wyzwały Sky i Kai na pojedynek o mistrzostwo kobiet Tag Team WWE i pokonały je, aby zdobyć tytuł. Następnego dnia, został ogłoszony rewanż o tytuł, który odbędzie się na Crown Jewel.
Także na Raw, Seth "Freakin" Rollins zdobył mistrzostwo Stanów Zjednoczonych pokonując Bobby’ego Lashleya po tym, jak mistrz został zaatakowany przez powracającego Brocka Lesnara. Później za kulisami, Lashley wyzwał Lesnara do konfrontacji z nim na odcinku w następnym tygodniu. W następnym tygodniu, doszło do brawlu, który zakończył się po tym, jak Lashley wykonał na Lesnarze Spinebuster na stół komentatorski. Później tej nocy ogłoszono walkę pomiędzy nimi o Crown Jewel, zaś na tym samym odcinku Rollins pokonał Matta Riddle’a i obronił mistrzostwo z powodu przypadkowego odwrócenia uwagi przez powracającego Eliasa.
Także na najbliższym Raw, została zaplanowana walka na następny tydzień pomiędzy The Mizem i Dexterem Lumisem z dodatkowymi stypulacjami, że jeśli Lumis wygra, dostanie kontrakt WWE, jednak jeśli Miz wygra, Lumis zostanie zbanowany z WWE. Jednak walka się nie odbyła, ponieważ Miz zaatakował Lumisa stalowym krzesłem podczas wejścia tego ostatniego, uniemożliwiając Lumisowi wzięcie udziału w pojedynku.

### SmackDown
Na następnym odcinku SmackDown, Karrion Kross miał wypadek samochodowy, gdy przybył na arenę. Personel medyczny zajmował się Krossem tylko po to, by pojawił się Drew McIntyre i brutalnie zaatakował Krossa. WWE officials pojawili się i rozdzielili tych dwóch, podczas gdy McIntyre ogłosił, że ich rywalizacja jeszcze się nie skończyła. W następnym tygodniu, McIntyre ogłosił, że zmierzy się z Krossem w Steel Cage matchu na Crown Jewel.
Również na następnym odcinku SmackDown, Sheamus brał udział w Fatal 4-Way matchu, aby zdobyć kolejną szansę na walkę o mistrzostwo Interkontynentalne Gunthera. Jednak walkę wygrał Rey Mysterio, który został oficjalnie przeniesiony do brandu SmackDown, ponieważ nie chciał walczyć ze swoim synem Dominikiem na Raw, a w walce brali również udział Solo Sikoa oraz Ricochet. 21 października na odcinku niebieskiej tygodniówki, członek stajni The Bloodline (w której znajdują się także The Usos (Jey Uso i Jimmy Uso)) Solo Sikoa pokonał członka stajni The Brawling Brutes Sheamusa (w której znajdują się także Butch i Ridge Holland), a po walce Jimmy i Jey uderzali Sheamusa stalowymi krzesłami w jego ramię. Tydzień później, Butch i Holland pokonali Sikoę oraz Samiego Zayna, a później w trakcie odcinka ogłoszono, że The Usos będą bronić niekwestionowane mistrzostwo WWE Tag Team przeciwko The Brawling Brutes na Crown Jewel. Na odcinku z 4 listopada, Gunther pokonał Mysterio i obronił mistrzostwo Interkontynentalne.
Także na najbliższym SmackDown, Bray Wyatt powrócił do brandu SmackDown (przed odcinkiem był członkiem brandu Raw). Mówiąc jak prawdziwe ja, mówił o minionym roku, w którym został zwolniony i stracił bliskich, a następnie podziękował fanom za uratowanie go. Zanim mógł kontynuować, światła zgasły, a nowe zamaskowane alter ego Wyatta pojawiło się na TitanTron, mówiąc widzom, aby zapomnieli o przeszłości i ostrzegali o tym, co ma nadejść. W następnym tygodniu, Wyatt przeprosił za przerwanie, a potem dokończył to, co miał powiedzieć w poprzednim tygodniu. Wyznał, że ma różne problemy, że zrobi bardzo złe rzeczy, a teraz jest sługą i pójdzie tam, gdzie zabierze go krąg. Tydzień później, w trakcie gdy Wyatt wygłaszał promo, na TitanTronie pojawiła się zamaskowana osoba, która przedstawiła się jako Uncle Howdy. W trakcie odcinka Raw z 31 października, zostało ogłoszone, że Wyatt pojawi się na Crown Jewel.